# Inspiration4
Inspiration4 (stylisé Inspirati④n) est une mission spatiale habitée du vaisseau Crew Dragon de la société américaine SpaceX vers l'orbite terrestre basse, opérée par SpaceX pour le compte de Jared Isaacman. Il s'agit du quatrième vol habité du Crew Dragon. Le vol a été lancé le 16 septembre 2021 à 0 h 2 UTC (2 h 2 heure française (0 h 2 UTC) et a envoyé deux femmes et deux hommes en orbite pour un séjour de trois jours. La mission est commandée par Jared Isaacman et emporte trois autres passagers privés sélectionnés par celui-ci, ainsi qu'une charge utile scientifique. Jared Isaacman finance son vol ainsi que celui de ses trois passagers. La capsule Crew Dragon ainsi que ses passagers ont amerri le 18 septembre à 23 h 7 UTC (1 h 7 heure française  le 19 septembre).
C'est le premier vol spatial habité depuis 2009 (STS-125) ne se dirigeant pas vers une station spatiale.

## Caractéristiques de la mission
Le choix du nom Inspiration4 vient du fait qu'il s'agit du quatrième vol habité du Crew Dragon et qu'il a quatre membres d'équipage.
Contrairement aux missions précédentes de Crew Dragon, la mission est un vol autonome, sans amarrage à la Station spatiale internationale. Afin de conserver la même infrastructure de récupération océanique de l'équipage, l'inclinaison de l'orbite demeure celle de la Station (51,6°) et par coïncidence, l'orbite est sur le même plan orbital que celle de l'ISS. Par contre, l'altitude est de 585 km pendant les deux premiers jours de la mission et ramenée à 365 km pour le dernier jour, en préparation du retour. La durée de la mission est de 71 heures. La mission a effectué 45 orbites.
Contrairement aux missions de la NASA, l'équipage n'effectue pas la préparation finale pour le vol dans le Operations and Checkout Building mais dans une installation de SpaceX, située à proximité du pas de tir le long de la Saturn Causeway.
Un des buts de la mission est de collecter des fonds pour le centre de traitement du cancer des enfants du St. Jude Children's Research Hospital, dans le cadre d'un effort de sensibilisation pour lui apporter 200 millions de dollars.

## Vaisseau
Comme il s'agit d'un vol sans amarrage, le système d'amarrage du vaisseau Resilience n'est plus nécessaire et il est donc remplacé par une seule fenêtre monolithique multicouche en plexiglas en forme de dôme inspirée du module Cupola de l'ISS, permettant une vue à 360° à l'extérieur de Resilience. La coupole est protégée pendant le lancement et la rentrée par la coiffe amovible de la capsule, qui abrite également une caméra personnalisée, permettant de photographier l'intérieur et l'extérieur du véhicule pendant le vol. La coupole est amovible afin que Resilience puisse être facilement reconfiguré pour les missions futures qui nécessitent un amarrage. Quatre moteurs Draco sur le nez du vaisseau spatial ont nécessité l'installation de quatre tuiles de protection thermique sur l'extérieur de la coupole, la protégeant des gaz d'échappement des moteurs pendant leur fonctionnement.

## Équipage
L'équipage a été annoncé en mars 2021.
- Commandant : Jared Isaacman (1),  États-Unis
- Pilote : Sian Proctor (1),  États-Unis
- Officier médical : Hayley Arceneaux (1),  États-Unis
- Spécialiste de mission : Christopher Sembroski (1),  États-Unis

Le chiffre entre parenthèses indique le nombre de vols spatiaux effectués par l'astronaute, Inspiration4 inclus.
Hayley Arceneaux est une agente de santé liée au St. Jude Children's Research Hospital. Les deux autres membres d'équipage sont choisis par Jared Isaacman. Il s'agit de Christopher Sembroski, un membre du public donateur de St. Jude Children's Research Hospital et du Dr Sian Proctor, une membre du public / entrepreneur qui utilise la plateforme Shift4Shop.

## Entraînement
L'équipage d'Inspiration4 ne dispose pas de l'infrastructure d'entraînement de la NASA. L'entraînement se fait donc au siège de SpaceX à Hawthorne en Californie pour l'enseignement théorique et les simulations de mission, à bord de GO Navigator pour l'entraînement en mer, et aussi chez différents contractants privés, pour la centrifugeuse, les vols en zéro-g, ou un stage de survie sur le Mont Rainier. La flotte d'avions de chasse de l'entreprise Draken International de Jared Isaacman est mise à contribution.

## Recherche scientifique pendant la mission
L'équipage effectue des expériences de recherche sur la santé et les performances humaines dans l'espace. SpaceX, le Translational Research Institute for Space Health (TRISH) du Baylor College of Medicine et les chercheurs de Weill Medical College recueillent des données environnementales et biomédicales et des échantillons biologiques des quatre membres d'équipage d'Inspiration4 avant, pendant et après la mission. En particulier l'équipage utilise à bord un système d'échographie Butterfly iQ+ doté d'une intelligence artificielle pour voir si avec un tel équipement, des non-professionnels peuvent obtenir avec le support de l'IA des images de qualité professionnelle.

## Commercialisation de la mission
Inspiration4 commercialise la mission afin de remplir l'objectif caritatif de financer St. Jude. Un accord est signé avec le magazine Time pour couvrir la mission au cours d’une web série documentaire, Compte à rebours : quatre touristes dans l’espace distribuée par Netflix. La série est réalisée par Jason Hehir. Quatre épisodes sont mis en ligne à partir du 6 septembre, avant la mission, et le cinquième et dernier après celle-ci.
L'équipage fait aussi la une de Time en août 2021. People, quant à lui, publie régulièrement des notes du journal de Hayley Arceneaux décrivant son expérience.